# Drypetes arguta
Drypetes arguta là một loài thực vật có hoa trong họ Putranjivaceae. Loài này được (Müll.Arg.) Hutch. mô tả khoa học đầu tiên năm 1920.

## Hình ảnh

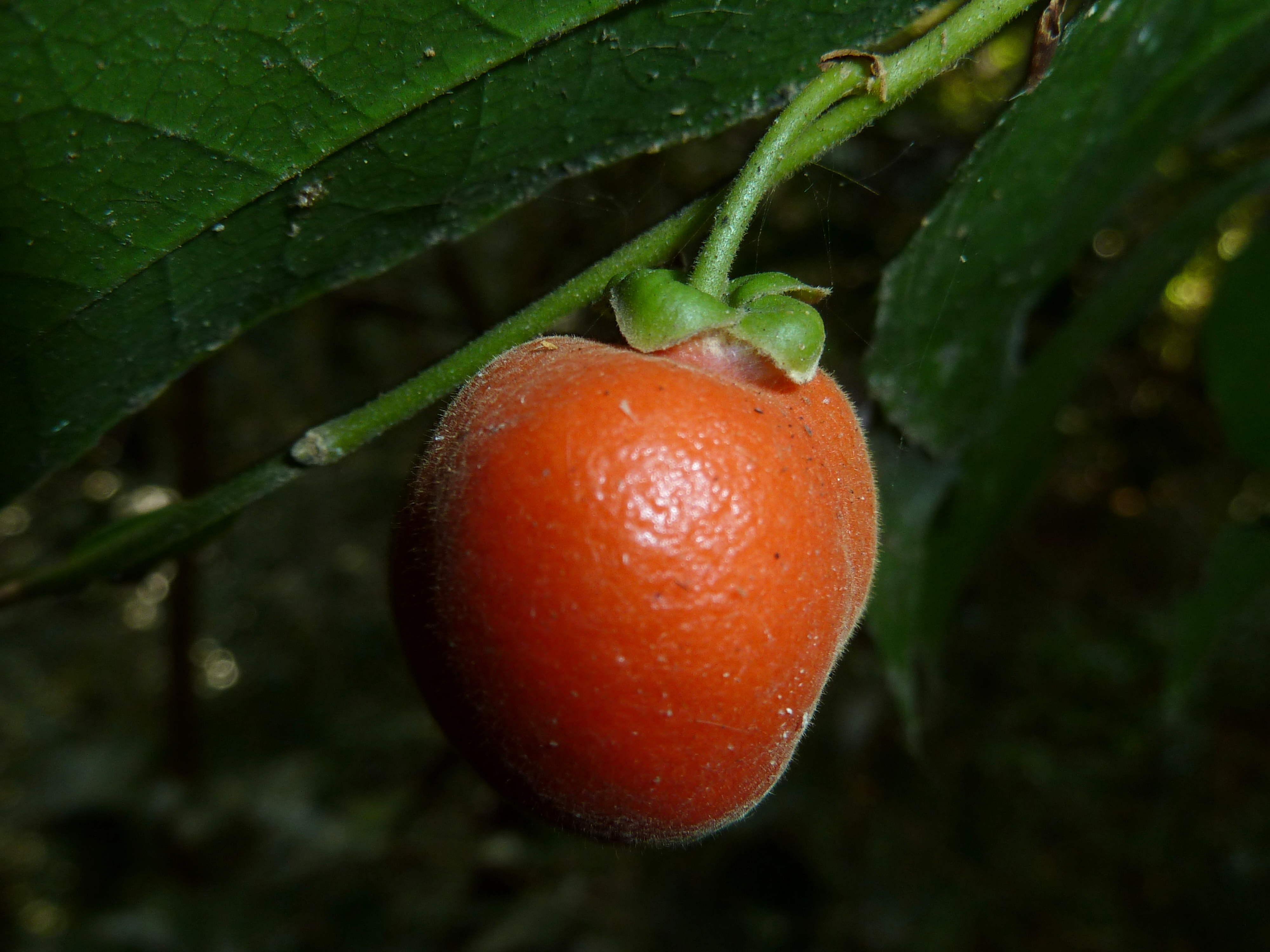
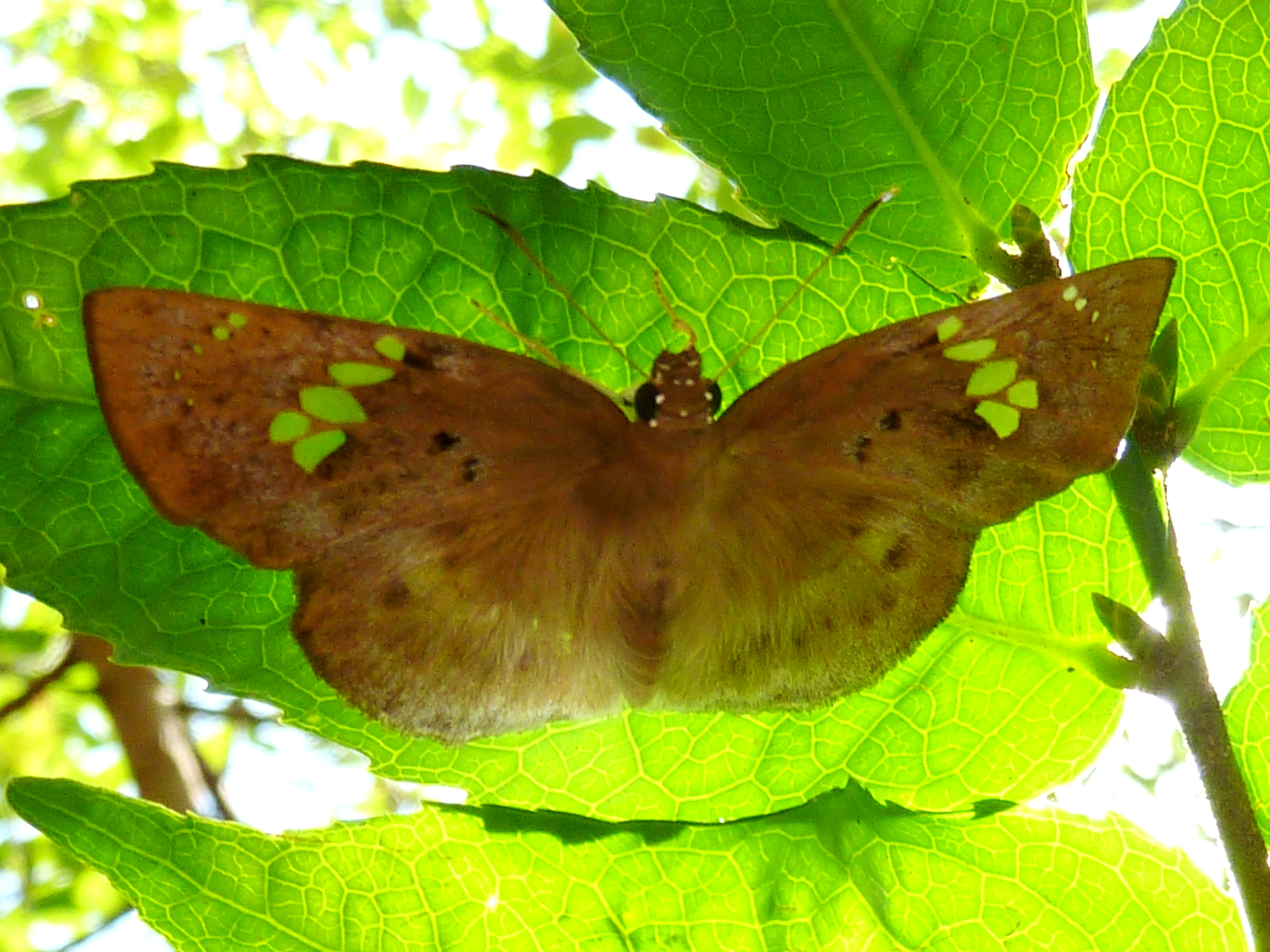